# ましゅまろえっち
『ましゅまろえっち』は、結城稜による日本の漫画作品。

## ストーリー
高校生になってもプラトニックな交際を続ける水谷志郎と深田百花はある日、百花が不意に口にした「セックスしようか？」という言葉を皮切りに2人の関係は大きく動き出していく。

## 登場人物

### 主要人物
水谷 志郎（みずたに しろう）
本作の主人公。高校2年生。身長175cm、体重62kg。視力は両目ともに1.2。ジグソーパズルが趣味。
誠実で心優しい性格だが、異性に対する妄想が人一倍強く、夢精癖の持ち主。次第に百花との肉体関係を強く欲していき、悶々とした日々を送るようになる。
深田 百花（ふかだ ももか）
本作のヒロイン。志郎とは幼馴染であり、現在は別々の高校に通っている。
ルーズソックスを履いており、派手な出で立ちをした今時のギャル。昔から大人びた容姿をしていてプロポーションも抜群。それゆえ、周囲からは誤解されがちだがガードは固い。

### 学生

#### 志郎の関係者
白玉 魅雪（しらたま みゆき）
本作のアンチヒロイン。志郎の通う高校のマドンナ的存在。
清楚な黒髪美人。表面上はお淑やかな優等生を振る舞っているが、その本性は恐ろしく腹黒い（志郎曰く「究極のドS」）。宮田をはじめとする多くの男子生徒を裏で下僕として弄んでいる。
沙紀（さき）
魅雪の取り巻き。情報収集担当。
宮田（みやた）
志郎の友人で、気さくな性格。

#### 百花の関係者
栗原 瑠子（くりはら るこ）
百花の親友。毒舌家。
戸田 さやか（とだ さやか）
百花の親友。男運が悪く、瑠子に「男を見る目がない」と評された。
三木（みき）
百花の同級生。茶髪にピアスを填めた長身のチャラ男。

#### その他
西尾 ヒカル（にしお ヒカル）
数年前に逝去した有名な小説家。瑠子よりも24歳年上。
坂本（さかもと）
さやかの元彼氏。なかなか肉体関係を許してくれないさやかに嫌気が差し、一方的に別れを告げた。

### 水谷家
水谷 恵子（みずたに けいこ）
志郎の姉。ショップの店員。
気さくで面倒見のいい性格。終盤、付き合っていた彼氏とできちゃった結婚をする。
水谷 幸次郎（みずたに こうじろう）
志郎の父。熟年のサラリーマン。
厳格な性格で、恵子が妊娠した際は怒りをあらわにした。
水谷 佳子（みずたに よしこ）
志郎の母。専業主婦。

## 書誌情報
- 結城稜 『ましゅまろえっち』 竹書房（バンブーコミックス マーブルセレクト）、全4巻
  1. 2009年6月15日発売、ISBN 978-4-8124-7099-2[1]
  2. 2010年3月27日発売、ISBN 978-4-8124-7250-7[1]
  3. 2011年3月26日発売、ISBN 978-4-8124-7533-1[1]
  4. 2011年4月27日発売、ISBN 978-4-8124-7552-2[1]